# Erin Andrews
Erin Jill Andrews (Lewiston, Maine, 4 de mayo de 1978) es un periodista y presentadora de televisión estadounidense. Copresenta Dancing with the Stars para la cadena ABC y es reportera de Fox NFL.
Andrews fue anteriormente copresentadora de College GameDay en ESPN y colaboradora de Good Morning America en ABC. Ella también tiene una presencia al aire en muchos eventos deportivos importantes, incluyendo el Super Bowl y la Serie Mundial.

## Biografía

### Juventud
Andrews nació en Lewiston, Maine, hija de Paula Andrews, una maestra, y Steven Andrews, un periodista de televisión. Su familia se mudó a San Antonio, Texas, cuando tenía 5 años y luego a Valrico, Florida, 18 meses después, cuando su padre, seis veces ganador del premio Emmy, comenzó a trabajar como reportero de investigación para WFLA-TV, la afiliada de la NBC.
Andrews se describe a sí misma como una marimacha como una joven, viviendo una vida que siempre giraba en torno al deporte, viendo los partidos de la NBA con su padre, en particular los de los Boston Celtics. Andrews citó a Hannah Storm, Melissa Stark, Lesley Visser y Suzy Kolber como deportistas de sexo femenino a los que ella admiró y que finalmente la inspiraron a convertirse en comentarista deportiva.
Andrews asistió a la Escuela Secundaria Bloomingdale en Valrico, Florida, donde fue miembro del equipo de baile, gobierno estudiantil y la Sociedad Nacional de Honor. También asistió a la Brandon School of Dance Arts en Seffner, Florida. En la escuela secundaria, Andrews afirmó que, como una marimacho, no tenía muchas amigas, optando por pasar el rato con los chicos, encontrándolo más agradable para discutir sobre deportes con ellos.
Después de la graduación de la escuela secundaria en 1996, Andrews asistió a la Universidad de la Florida, donde se graduó en 2000 en una Licenciatura Bachelor of Arts (BA) en Telecomunicaciones. Mientras estaba en la universidad, era miembro de la hermandad de mujeres Zeta Tau Alpha, y el equipo de baile Florida Gators Dazzlers de 1997 a 2000.
Tiene una hermana menor, Kendra Andrews, que es bailarina profesional y actriz.

### Vida personal
Andrews vivió previamente en Atlanta, Georgia, pero ahora vive en Los Ángeles, California. Fue elegida «la comentarista deportiva más sexy de Estados Unidos» en 2007 y 2008 por la revista  Playboy. Ella comenzó una relación con el jugador de hockey profesional Jarret Stoll en diciembre de 2012. La pareja se comprometió en diciembre de 2016. Se casaron el 24 de junio de 2017. En julio de 2023 se hizo público que se había convertido en madre de un niño, a través de maternidad subrogada.
En enero de 2017, Andrews anunció que le diagnosticaron cáncer de cuello uterino en septiembre de 2016 para el cual se sometió a cirugía y que después del procedimiento exitoso estaba libre de cáncer.

## Carrera

### Primeros trabajos (2000–04)
En 2000, Andrews fue contratada por Fox Sports Florida como reportera freelance. De 2001 a 2002, se desempeñó como reportera de Tampa Bay Lightning para la Sunshine Network. De 2002 a 2004, Andrews cubrió a los Atlanta Braves, Atlanta Thrashers y Atlanta Hawks para la cadena Turner South como presentadora de estudio y reportera.

### ESPN (2004–12)

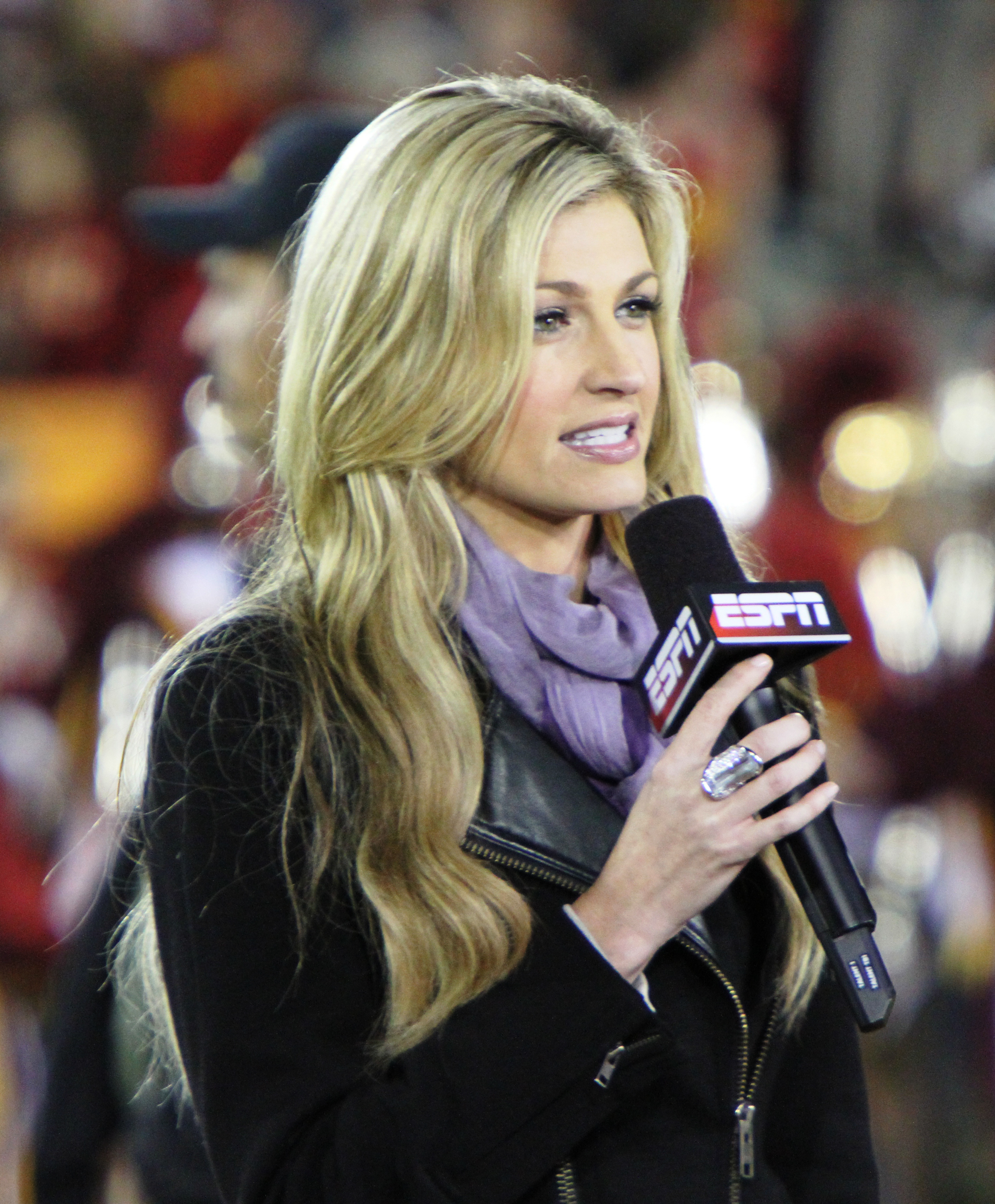
Andrews en un partido de fútbol americano universitario de 2010.

Andrews comenzó a trabajar para ESPN en abril de 2004 como reportera de ESPN National Hockey Night. También ha sido reportera para la College World Series, Little League World Series y Great Outdoor Games. Andrews comenzó a servir como reportera lateral para ESPN College Football Saturday Primetime y los juegos de baloncesto universitario Big Ten, y en 2005, su trabajo se amplió para incluir ESPN College Football Thursday Primetime y ser reportara lateral de las Grandes Ligas de Béisbol. De 2008 a 2010, informó para la cobertura en vivo de ESPN y ABC de la Scripps National Spelling Bee.
Andrews ha sido invitada en varios programas de entrevistas, incluyendo The Oprah Winfrey Show, Jimmy Kimmel Live! y The Tonight Show with Jay Leno.

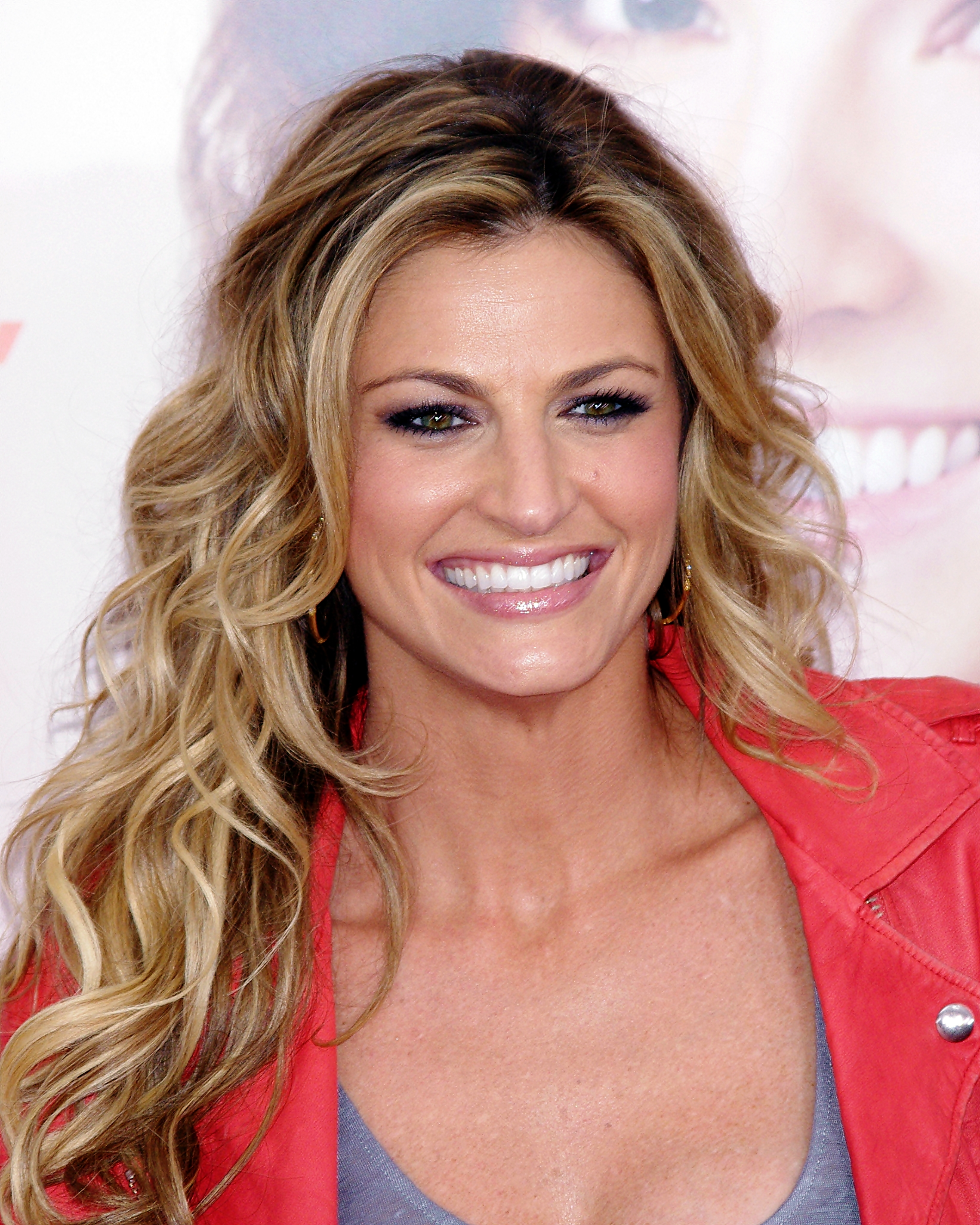
Andrews en el estreno de What to Expect When You're Expecting en 2012.

En 2010, Andrews apareció en la décima temporada de Dancing with the Stars de ABC, emparejada con Maksim Chmerkovskiy. Quedaron en tercer puesto de 11 parejas.
El 13 de enero de 2011, se anunció que Andrews firmó un acuerdo de respaldo con Reebok para promover su marca ZigTech. Dos semanas antes, como reportera lateral durante el Rose Bowl de 2011, Andrews señaló que los jugadores de fútbol de la Universidad Cristiana de Texas Horned Frogs se estaban deslizando sobre el césped debido a los zapatos nuevos de Nike que llevaban. Debido al conflicto de intereses, ESPN anunció pautas de respaldo revisadas para sus periodistas que requerían que Andrews terminara su acuerdo de respaldo con Reebok para fines de 2011.
En noviembre de 2011, el exejecutivo de ESPN, Keith Clinkscales, presentó una demanda contra un antiguo colega llamado Joan Lynch, alegando que Lynch había alegado falsamente que Clinkscales se había masturbado mientras estaba sentado junto a Andrews en un vuelo de avión ese mismo año. Se informó que Andrews había revelado el incidente a varias personas, pero prefirió no seguir el asunto con el departamento de recursos humanos de ESPN porque todavía estaba sacudida por la revelación pública de sus experiencias de acoso.
Andrews fue la presentadora de la primera hora de ESPN en College GameDay en ESPNU, y había sido un corresponsal de Good Morning America en ABC desde 2010, aunque no había aparecido en el programa desde que cubrió los Óscar en febrero de 2011.

### Fox Sports (2012–presente)
El 29 de junio de 2012, se anunció que Andrews dejaba a ESPN para unirse a Fox Sports. Ella era la primera presentadora del programa del estudio del Fox College Football con Eddie George y Joey Harrington que se unían como analistas. Andrews es también colaborador en Fox NFL Sunday y sirve como reportera de campo para la mayoría de los eventos deportivos más importantes transmitidos por Fox, como el Juego de Estrellas de las Grandes Ligas de Béisbol, la Serie Mundial, el NFL Playoffs y las 500 Millas de Daytona.
Con el lanzamiento de Fox Sports 1 el 17 de agosto de 2013, Andrews se convirtió en la presentadora invitada de Fox College Football Kickoff y Fox College Saturday,  un competidor directo a ESPN College Gameday,  que prevé los juegos de fútbol americano universitarios más grande del fin de semana. Andrews también contribuiría al programa diario de estudio Fox Football Daily.
El 23 de febrero de 2014, se anunció que Andrews reemplazaría a Brooke Burke-Charvet como copresentadora de Dancing with the Stars comenzando en su temporada 18 en marzo de 2014. El 14 de julio de 2014, se anunció que Andrews estaría reemplazando a Pam Oliver como reportera lateral en el equipo de difusión de Fox, NFL broadcasting.

### Patrocinio y trabajo caritativo
Andrews se convirtió en un portavoz de la campaña Kraft Foods Huddle to Fight Hunger en 2010, que tenía como objetivo recaudar US$2.86 millones para Feeding America.
En octubre de 2011, Erin Andrews se asoció con StubHub, el mayor mercado de boletos en línea del mundo, para lanzar una nueva campaña nacional llamada Girls Night Out. Esta campaña anima a las mujeres a celebrar y se enorgullecen de su amor por los deportes con la oportunidad de ganar entradas para asistir a un partido de su elección con sus amigos. Una porción de la venta de boletos de eventos específicos será donada al Programa de Asistencia de Tragedia para Sobrevivientes. En una cita dada por Andrews a Entertainment Business Weekly, ella describe su afiliación con Girls Night Out como «una gran manera para que las mujeres muestren su espíritu de equipo este otoño, opté por trabajar con StubHub en esto porque sé de primera mano que muchas mujeres son tan fanáticas por ir a los juegos como los hombres, y qué mejor manera de mostrar eso que estar en un estadio con tus amigos y apoyar una causa tan grande también».
En mayo de 2013, copresentó el Music Builds: CMT Disaster Relief Concert en CMT para recaudar fondos para la Cruz Roja Americana  en respuesta a los tornados del 27 de abril en Oklahoma.
Al comienzo de la temporada de la Liga Nacional de Fútbol, Andrews fue nombrada la nueva cara de Covergirl y se asoció con la compañía de cosméticos para el nuevo concurso #Gameface, que anima a las mujeres a cargar sus imaginativas imágenes en las plataformas de medios sociales como Instagram, Twitter y Facebook con el hashtag #Gameface y marcando @Covergirl. Habría ganadoras cada semana que serían escogidos por Andrews y la ganadora sería ingresada para ganar un par de boletos al Super Bowl 2015. Andrews habló de su participación con Covergirl y la razón por la que se unió a la compañía de cosméticos: «a las fans femeninas no se les presta atención, pero hay tantas fanáticos del fútbol y de los deportes que están en busca de ser bonitas. Es hora de que una marca de belleza lo consiga».
Andrews se convirtió en embajadora de Orangetheory Fitness en octubre de 2016.

### Incidente de acoso
En 2008, Michael David Barrett, entonces de 46 años, filmó a Andrews en su habitación de hotel a través de la mirilla en el Nashville Marriott junto a la Universidad Vanderbilt en Nashville, Tennessee, y en el Radisson Airport Hotel en Milwaukee, Wisconsin. El 16 de julio de 2009, uno de estos videos, en el que Andrews apareció totalmente desnuda, se publicó en línea y rápidamente se volvió viral. Barrett fue arrestado el 2 de octubre de 2009 por el FBI por acoso interestatal y se declaró culpable de los cargos el 15 de diciembre de 2009. Una segunda cinta de Andrews fue descubierta en la computadora de Barrett por las autoridades en las cuales ella es desnuda en su habitación en el Radisson Airport Hotel en Milwaukee, Wisconsin. Esta cinta nunca se hizo pública. El 15 de marzo de 2010, Barrett fue condenado a 2 años y 6 meses de prisión, tres años de libertad condicional, $5.000 en multas y $7.366 en restitución. Cumplió su condena en el Seattle Community Corrections y fue puesto en libertad el 3 de julio de 2012.
Andrews demandó a Barrett, Marriott International, Radisson Hotels y otras cinco entidades por negligencia e invasión de privacidad en relación con la grabación secreta. En su demanda contra Marriott, Andrews alegó que los empleados del hotel le dieron a Barrett las fechas que ella estaría en un hotel y una habitación junto a la suya. En 2011, Andrews trabajó con la senadora estadounidense, Amy Klobuchar, para promulgar una nueva ley federal anti-acoso. Andrews todavía estaba tratando de sacar el video de Internet en julio de 2011.
En marzo de 2013, los abogados de Andrews presentaron una moción en el Tribunal Superior de Los Ángeles para anular una citación de Marriott «buscando sus registros de nómina, contratos, exámenes de desempeño, informes disciplinarios, así como otra información laboral de su actual empleador, Fox». The attorneys said that Marriott is also seeking "physician letters, notes, annual physicals, and other related medical records" and that the request was an attempt to "harass and embarrass" Andrews.
En octubre de 2015, Andrews presentó una demanda contra Nashville Marriott y Michael David Barrett por $75  millones de dólares. La selección del jurado para la audiencia comenzó el 22 de febrero de 2016. El 7 de marzo de 2016, después de un juicio de dos semanas, el jurado le concedió a Andrews $55 millones de dólares.